# Ermita de San Telmo (Jerez de la Frontera)
La ermita de San Telmo del término municipal de Jerez de la Frontera, Cádiz, España, es una templo religioso de culto católico bajo la advocación de San Telmo.

## Origen

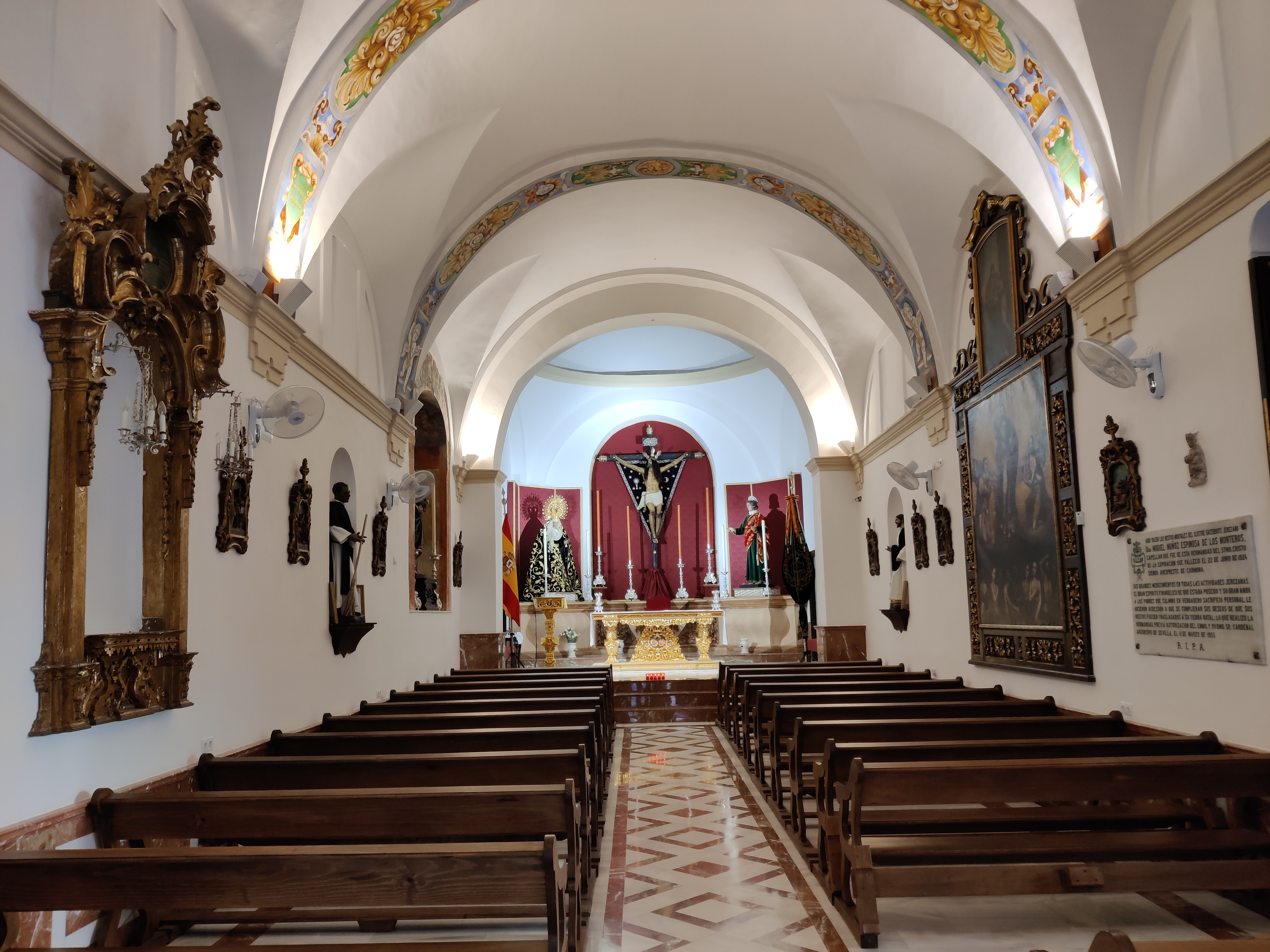
Interior

Fue levantada por el gremio de barqueros junto al embarcadero de San Telmo, y dedicada al santo dominico Pedro González Telmo. De hecho durante los siglos XVI y XVII fue usada para el retiro de dominicos.

## Datos de interés

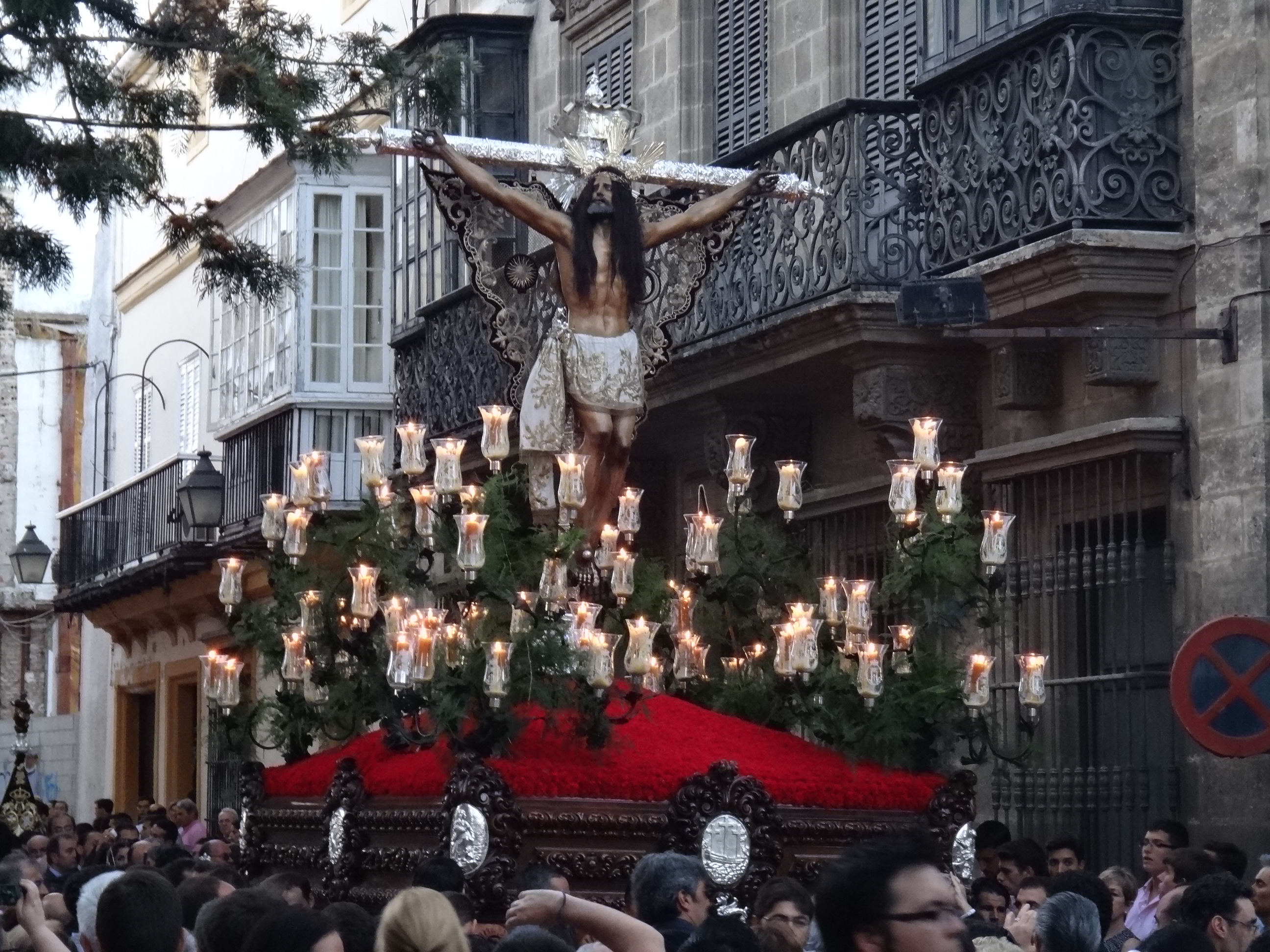
Salida extraordinaria de Cristo de la Expiración con motivo de los 425 años de su fundación

La Ermita es sede de la Pontificia y Real Archicofradía del Stmo. Cristo de la Expiración, María Stma. del Valle Coronada, San Juan Evangelista y San Pedro González Telmo (que ha cumplido recientemente 425 de su fundación).
Procesionan en la Semana Santa de Jerez de la Frontera el Viernes Santo
La cabeza del Cristo fue modificada para incorporarle pelo natural

## Conservación
Aunque el estado general de la ermita no es malo, han sido necesarias obras en sus techos, que han servido para descubrir una Cripta bajo el Presbiterio (arquitectura)